# マルード
マルード（伊: Marudo）は、イタリア共和国ロンバルディア州ローディ県にある、人口約1,800人の基礎自治体（コムーネ）。

## 地理

### 位置・広がり

#### 隣接コムーネ
隣接するコムーネは以下の通り。括弧内のPVはパヴィーア県所属を示す。
- カゼッレ・ルラーニ
- カスティラーガ・ヴィダルド
- サンタンジェロ・ロディジャーノ
- ヴァレーラ・フラッタ
- ヴィッランテーリオ (PV)

### 気候分類・地震分類
気候分類では、zona E, 2623 GGに分類される。
また、イタリアの地震リスク階級 (it) では、zona 3 (sismicità bassa) に分類される。